# وادي تبالة (فرع وادي تبالة)
وادي تبالة واد صغير في سراة بلاد بلقرن من فروع وادي تبالة الشهير وأحد أفرعه في أقصى جهاته من الجنوب، ويبدأ بعد مرور الوادي بقرى آل عبيد. تسيل مياهه من وادي المسمى، ومن وادي الهدارة، ومن وادي دغمة، ومن وادي صرة، ومن وادي قلمين، وعليه الكثير من قرى وبلدات بلقرن وأهمها مدينة سبت العلاية.